# ブレイズ・ベイリー

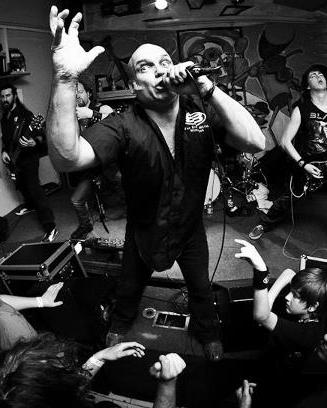
2012年、クロアチアにて

ブレイズ・ベイリー（Blaze Bayley、1963年5月29日 - ）は、イギリスのへヴィメタルアーティスト。イギリスのヘヴィメタルバンド、アイアン・メイデンの元メンバーとして知られる。

## 来歴

### 初期
イギリス・バーミンガム出身。ウルフズベインを経て1994年にブルース・ディッキンソンの後任としてアイアン・メイデンに加入、翌1995年の「Xファクター」でデビューしたが、ブルースとの声質やヴォーカルスタイルの違い、「Xファクター」はプログレッシヴ・ロック的要素の濃い楽曲が多かったことから、楽曲との相性の悪さゆえにファンから不評だった。1998年の「ヴァーチャル・イレヴン」も評価は芳しくなく、その影響でライブ規模も縮小。翌1999年ブルースの復帰に伴い脱退。

### 現在
メイデン脱退後、2000年に自身のバンド、ブレイズを結成、1stアルバム「シリコン・メサイア」をリリース。それ以降は自身の図太い声とワイルドな歌唱を生かし、新たなファンを獲得、現在も精力的にライブ活動をこなしている。また、ヘヴィメタルおよびメイデンの再人気により、黒歴史扱いだったブレイズ時代のアルバムも再評価されブレイズ個人のライブでもメイデン在籍時の代表曲なども披露されている他、メイデンもライブツアーでブレイズ時代の代表曲を披露する機会も増えている。

## 人物・エピソード
- ブルースが脱退したときにアイアン・メイデンは解散の危機に立たされたが、ブレイズの加入によって解散を免れた。しかし、ブレイズが在籍した4年間は人気停滞、ブレイズとブルースの比較にされることよってメイデンとブレイズは苦難の時期を過ごすことになる。しかし、解散の危機を作った立場であるブルースが復帰してから再びメイデンの人気が再燃し、あたかもブレイズ時代がファンの中ではなかったことにされているのはなんとも皮肉である。
- なお、ブルースおよびメイデンとの関係は良好な模様でブルースは「ブレイズのことはこの上なくリスペクトしている。だって彼は、非常に難しい状況に足を踏み入れたんだから。何よりも、彼の声は俺のとはかなり違うのに、それらの歌を歌わなければならなかった（中略）。今でもすごくナイス・ガイだった。いまでもすごくいい奴だ。」と語っている。[3]
- これらの事情を知っている一部のファンからは「彼がいなければ今のメイデンはなかった」と評価する声もある。
- 現在はスキンヘッド姿だが、メイデン在籍時までは長髪だった。
- トレードマークは頬まで食い込むもみあげ。
- 2004年には日本人ヘヴィメタルアーティストSaekoと共に、ドロ・ペッシュのクラシック・ダイアモンズ欧州ツアーにゲストとして同行。

## ディスコグラフィー
ブレイズ名義
- Silicon Messiah (2000)
- Tenth Dimension (2002)
- Blood & Belief (2004)

ブレイズ・ベイリー名義
- The Man Who Would Not Die (2008)
- Promise and Terror (2010)
- The King of Metal (2012)
- Infinite Entanglement (2016)
- Endure and Survive - Infinite Entanglement Part II (2017)
- The Redemption of William Black - Infinite Entanglement Part III (2018)
- December Wind - Classical Acoustic with Thomas Zwijsen (2018)

アイアン・メイデン在籍時
Main article: Iron Maiden discography
- The X Factor (1995)
- Best of the Beast (1996)
- Virtual XI (1998)
- Ed Hunter (1999)
- Best of the 'B' Sides (2002)
- Edward the Great (2002)
- The Essential Iron Maiden (2005)